# Pliska (Getränk)
Pliska ist ein bulgarischer Weinbrand. Benannt ist er nach der mittelalterlichen bulgarischen Hauptstadt Pliska.  
Die mindestens fünf Sterne auf der Pliska-Etikette stehen für fünf Jahre Reifezeit in Eichenfässern, noch edlere (und teuerere) Produkte sind 10, 13 oder gar 17 Jahre gelagert worden. Pliska hat üblicherweise etwa 40 Vol.% Alkohol.
Ältere Etiketten von Pliska-Flaschen sind heute für Sammler wertvoll. Der Weinbrand wurde schon früh aus Bulgarien importiert und in Deutschland vertrieben.
Der bekannteste Vertreiber von Pliska ist der Getränkehersteller Gamza aus der bulgarischen Stadt Plewen.

## Aussehen und Geschmack
Das Aussehen des Weinbrandes Pliska wird üblicherweise als mahagonifarben beschrieben. Das Getränk enthält unter anderem Vanillearomen, die für seinen Geschmack im Wesentlichen verantwortlich sind.